# Tjuoutjajaure (Gällivare socken, Lappland)
Tjuoutjajaure är en sjö i Gällivare kommun i Lappland och ingår i Luleälvens huvudavrinningsområde. Sjön har en area på 0,731 kvadratkilometer och ligger 520 meter över havet. Tjuoutjajaure ligger i Sjaunja Natura 2000-område. Sjön avvattnas av vattendraget Amasjåkkå.

## Delavrinningsområde
Tjuoutjajaure ingår i det delavrinningsområde (746799-165498) som SMHI kallar för Utloppet av Tjuoutjajaure. Medelhöjden är 552 meter över havet och ytan är 4,63 kvadratkilometer. Det finns inga avrinningsområden uppströms utan avrinningsområdet är högsta punkten. Amasjåkkå som avvattnar avrinningsområdet har biflödesordning 3, vilket innebär att vattnet flödar genom totalt 3 vattendrag innan det når havet efter 374 kilometer. Avrinningsområdet består mestadels av skog (75 procent). Avrinningsområdet har 0,74 kvadratkilometer vattenytor vilket ger det en sjöprocent på 15,9 procent.